# Androsace harrissii
Androsace harrissii là một loài thực vật có hoa trong họ Anh thảo. Loài này được Duthie mô tả khoa học đầu tiên năm 1898.